# Leucochrysa (Nodita) navasi
Leucochrysa (Nodita) navasi is een insect uit de familie van de gaasvliegen (Chrysopidae), die tot de orde netvleugeligen (Neuroptera) behoort. 
Leucochrysa (Nodita) navasi is voor het eerst wetenschappelijk beschreven door Kimmins in 1940.